# Эшби, Харрисон
Ха́ррисон Чарльз Э́шби (англ. Harrison Charles Ashby; род. 14 ноября 2001, Кент, Юго-Восточная Англия) — шотландский футболист, защитник клуба «Ньюкасл Юнайтед», выступающий на правах аренды за клуб «Куинз Парк Рейнджерс».

## Клубная карьера
Эшби — воспитанник клубов «Челси» и «Вест Хэм Юнайтед». 15 сентября 2020 года в поединке Кубка английской лиги против «Чарльтон Атлетик» Харрисон дебютировал за основной состав последних. 15 декабря 2021 года в матче против лондонского «Арсенала» он дебютировал в английской Премьер-лиге. В начале 2023 года Эшби перешёл в «Ньюкасл Юнайтед». Сумма трансфера составила 3,5 млн. евро. 
Летом 2023 года Эшби на правах аренды перешёл в валлийский «Суонси Сити». 5 августа в матче против «Бирмингем Сити» он дебютировал в Чемпионшипе. 26 августа в поединке против «Престон Норт Энд» Харрисон забил свой первый гол за «Суонси Сити». 